# Bayır, Çamoluk
Bayır là một xã thuộc huyện Çamoluk, tỉnh Giresun, Thổ Nhĩ Kỳ. Dân số thời điểm năm 2011 là 182 người.